# 隆美市社
隆美市社（越南语：／）是越南后江省下辖的一個市社。

## 地理
隆美市社北接渭水县，南接朔庄省美秀县和我𠄼市社，西接隆美县，东接凤合县。

## 历史
2015年5月15日，隆美县以隆美市镇、茶栊市镇、隆平社、隆富社、隆治社、隆治A社、新富社2市镇5社析置隆美市社；以隆美市镇第一邑1邑和隆平社平盛邑、平安邑2邑、平和邑、平孝邑2邑部分区域析置平盛社，隆美市镇剩余区域改制为顺安坊，茶栊市镇和新富社部分区域合并为茶栊坊，隆平社析置永祥坊。
2019年12月3日，隆美市社被评定为三级城市。

## 行政区划
隆美市社下辖4坊5社，市社人民委员会位于平盛坊。
- 平盛坊（Phường Bình Thạnh）
- 顺安坊（Phường Thuận An）
- 茶栊坊（Phường Trà Lồng）
- 永祥坊（Phường Vĩnh Tường）
- 隆平社（Xã Long Bình）
- 隆富社（Xã Long Phú）
- 隆治社（Xã Long Trị）
- 隆治A社（Xã Long Trị A）
- 新富社（Xã Tân Phú）